# Flavio Cecconi
Flavio Cecconi (Verona, 27 febbraio 1923 – 3 dicembre 2001) è stato un calciatore italiano, di ruolo centrocampista.
L'Hellas Verona fece celebrare in sua memoria una messa.

## Caratteristiche tecniche
Giocava come mezzala.